# クロアチア独立国軍

クロアチア独立国軍の軍旗

クロアチア独立国軍（クロアチアどくりつこくぐん）は、クロアチア独立国の国軍。1941年に創設。1945年に解体。なお、1941年4月から1943年1月までの総司令官はスラヴコ・クヴァテルニク。

## クロアチア独立国軍の変遷

### クロアチア郷土防衛隊部隊構成

#### クロアチア郷土防衛隊創設（1941/4.11）
1941年4月にクロアチア独立国が建国され、同年4月11日、陸軍総司令官アウグスト・マリッチの指揮の下、クロアチア郷土防衛隊（英:Croatian Home Guard クロアチア語: Hrvatsko domobranstvo）が編成された。クロアチア郷土防衛隊は、5個師団区（サヴァ、オシイェク、ボスニア、ヴルバス、アドリア海師団区）に分かれた。

#### 郷土防衛隊編成（1941/11.1）
1941年11月1日、郷土防衛隊最初の再編が行われ、軍は3個軍団（第1軍団、第2軍団、第3軍団）に編成された。ちなみに、1941年から1944年までの陸軍総司令官はヴラディミル・ラクサ（再編時にマリッチと交代。クロアチア軍参謀総長と兼任。）。
- 第1軍団(Sisak)
  - 第1歩兵師団(第1、2、11歩兵連隊、第1、2砲兵大隊)
  - 第2歩兵師団(第3、12、15歩兵連隊、第8、10砲兵大隊)
  - ザグレブ騎兵連隊
  - 第1オートバイ大隊
  - 第3工兵大隊
- 第2軍団(Slavonski-Brod)
  - 第3歩兵師団(第4、6歩兵連隊、第3、4砲兵大隊)
  - 第4歩兵師団(第5、8、10歩兵連隊、第6、7砲兵大隊)
  - バニャ・ルカ旅団(第10歩兵連隊、第1突撃大隊、第8砲兵大隊)
  - スリイェム旅団(第5front大隊、第2、4工兵大隊)
- 第3軍団(Sarajevo)
  - 第5歩兵師団(第7、9歩兵連隊、第5砲兵大隊)
  - 第6歩兵師団(第13、14歩兵連隊、第9砲兵大隊)
  - 第1山岳兵師団(第1〜4山岳兵大隊)
  - 第1〜4front大隊
  - 第1〜18鉄道警備大隊
- ドイツ系クロアチア人部隊
  - 「プリンツ・オイゲン」大隊
  - 「ルドヴィーク・フォン・バーデン」大隊
  - 「ゲネラール・ラウドン」大隊
  - 「エマヌエル・バイエルン」大隊

計4個大隊はドイツ軍武装親衛隊の制服・記章を採用し、スリイェムとスラヴォニアで軍事行動中であったが、1943年4月にドイツ武装親衛隊第7SS義勇山岳師団「プリンツ・オイゲン」に吸収統合された。また同年同月に非ドイツ系のクロアチア人で編成されたクロアチア第1、2狙撃兵大隊が同師団に吸収統合された。
- 第7SS義勇山岳師団「プリンツ・オイゲン」の編成（1941/4時点）

定数：19000人(主にバナート、ルーマニア、クロアチアで不法に徴兵されたドイツ系で編成)
- - 2個山岳兵連隊
  - 1個山岳砲兵連隊
  - 1個偵察大隊
  - 1個工兵大隊
  - 1個通信大隊
  - 1個軽戦車中隊(仏ホチキスH-38軽戦車)
  - 1個フィーゼラー偵察機スコードロン(空軍より配属) - 同師団は同時期、セルビアで軍事行動中であった。

#### 郷土防衛隊編成（1943/5.1）
1943年5月1日、2度目の軍の再編成が行われた。
- 第1軍団(Zagreb)
  - 第1山岳兵旅団(第1、5山岳兵連隊、第11/3、6砲兵大隊)
  - 第3山岳兵旅団(第3、11山岳兵連隊、第3/2砲兵大隊)
  - 第4山岳兵旅団(第4、8山岳兵連隊、第1、12砲兵大隊)
  - 第2狙撃兵旅団(第1、10狙撃兵連隊、第4、8砲兵大隊)
  - 第1警備旅団(4個大隊)
  - 第2警備旅団(5個大隊)
  - 第3警備旅団(3個大隊)
  - 第4警備旅団(3個大隊)
  - Zagreb警備旅団(3個大隊)
  - 第1補充旅団(Pokuplje、Kvarner、Velebit連隊、Istrian防衛連隊)
  - Zenica旅団
  - 第1装甲車大隊
- 第2軍団(Slavonski-Brod)
  - 第1狙撃兵旅団(第4狙撃兵連隊、第5、16砲兵大隊)
  - 第3狙撃兵旅団(第5、8狙撃兵連隊、第7、18砲兵大隊)
  - 第4狙撃兵旅団(第7、13狙撃兵連隊、第6/11、22砲兵大隊)
  - 第5警備旅団(4個大隊)
  - 第6警備旅団(5個大隊)
  - 第7警備旅団(4個大隊)
  - 第10警備旅団(10個大隊)
  - 第2補充旅団(Srijem、Tuzla連隊)
  - 第2装甲車大隊
- 第3軍団(Sarajevo)
  - 第2山岳兵旅団(第2、9/6山岳兵連隊、第9/13、20砲兵大隊)
  - 第8警備旅団(5個大隊)
  - 第9警備旅団(6個大隊)
  - 機動旅団(3個大隊)
  - 第3補充旅団
  - 第3装甲車大隊
- 軍直轄部隊
  - A鉄道警備隊(第4〜7大隊)
  - B鉄道警備隊(第8〜11大隊)
  - C鉄道警備隊(第1〜3、18、19大隊)
  - D鉄道警備隊(第14〜17大隊)
  - E鉄道警備隊(第11〜13大隊)
  - 装甲列車中隊
  - 第1〜3労働者連隊

### ウスタシャ民兵
郷土防衛隊とは全く別組織でウスタシャは独自の軍組織を有していた。制服、階級記章も郷土防衛隊とは全く別個である（郷土防衛隊はドイツ軍の軍装に、ウスタシャ民兵はイタリア軍の軍装に似ている）。ウスタシャ民兵はドイツの武装親衛隊に性格的には近い。

#### ウスタシャ民兵編成（1943/6.1）
- ポグラヴニク親衛旅団(第1、2連隊-親衛大隊、騎兵大隊、機動大隊、砲兵大隊、工兵大隊、戦車中隊、第1、2補充大隊)
- 第1旅団(第2、3、14、21〜23、28大隊)
- 第2旅団(第4、6、8、15、16、18、19、36大隊、第2山岳兵大隊、第1鉄道警備大隊)
- 第3旅団(第5、10〜13、30、33、35、37大隊)
- 第4旅団(第9、17、19、31、32、34大隊、第4山岳兵大隊)
- 第5旅団(第1、7、20、24〜27大隊、第1山岳兵大隊、工兵中隊)
- 第6旅団(4個大隊)
- 第1コマンド旅団(4個大隊)
- 第2コマンド旅団(4個大隊)
- 第1防衛旅団
- 第2防衛旅団
- 第3連隊、機動大隊、3個親衛大隊

#### ウスタシャ民兵編成（1944/1.1）
- ポグラヴニク親衛旅団(第1、2連隊-親衛大隊、機甲大隊、機動大隊、砲兵大隊、工兵 大隊)
- 第1旅団(第2、24、29大隊)
- 第2旅団(第6、15、16、18大隊、補充大隊)
- 第3旅団(第5、10、13、30、33大隊、補充大隊)
- 第4旅団(第9、19、20、31、32、34、35大隊、Otacac防衛大隊)
- 第5旅団(第1、7、20、35大隊)
- 第6旅団(第26大隊、他4個大隊)
- 第7旅団(6個大隊)
- 第8旅団(第8、11大隊、他5個大隊)
- 第9旅団(5個大隊)
- 第10旅団(6個大隊)
- 第11旅団(4個大隊)
- 第12旅団(第14、23、25、26、29大隊)
- 第13旅団(第6、16大隊)
- 第14旅団(第1鉄道警備大隊、Moslavac鉄道警備大隊、鉄道警備補充大隊)
- 第15旅団(3個大隊)
- 第16旅団(Brod警備大隊、Derventa警備大隊、第2鉄道警備大隊)
- 第17旅団(Ogudin警備大隊、Vrbovska警備大隊、Susak警備大隊、Rijecica警備大隊、
- Ozalj警備大隊、Karlovac警備大隊)
- 第18旅団(Otacac警備大隊、Brinje警備大隊、Senj警備大隊、Lovinac警備大隊)
- Zagreb警備旅団(4個大隊)
- Camp防衛旅団(4個機動大隊、砲兵大隊)

なお郷土防衛隊とウスタシャ民兵は1944年11月21日を期して統合され、クロアチア国軍(Hrvatske Oruzane Snage・Croatian Armed Forces)となった。

### クロアチア国軍
1944年11月21日、アンテ・パヴェリッチは軍の再編を行い、郷土防衛隊とウスタシャを統合した。この再編によりウスタシャ出身者が主要ポストを占め、事実上国軍はウスタシャの完全な支配下に置かれた。初代司令官はジュロー・グルイッチ（1945年5月6日まで。参謀総長と兼任。）、2代目司令官はヴェコスラヴ・ルブリッチ。

#### クロアチア国軍編成（1944/11.21）
- 第1ポグラヴニク親衛軍団
  - ポグラヴニク親衛師団(第1、2親衛連隊、補充連隊-親衛大隊、騎兵大隊、機動大隊、 砲兵大隊、工兵大隊)
  - 第1突撃師団(第20〜22歩兵連隊、機動大隊、第20、21砲兵大隊)
  - 第5師団(第5ウスタシャ旅団、第11歩兵旅団、第2砲兵大隊→45年4月編成、第23 〜25歩兵突撃連隊、機動旅団)
- 第2軍団
  - 第2師団(第15、20ウスタシャ旅団、第20歩兵旅団、第3工兵補充大隊)
  - 第12師団(第3山岳兵旅団、第12ウスタシャ旅団、第3砲兵大隊、第3工兵補充大 隊)
  - 第14師団(第14ウスタシャ旅団、第19歩兵旅団)
  - 第17師団
  - 第18突撃師団
- 第3軍団
  - 第3師団(第1狙撃兵旅団、第2、13ウスタシャ旅団、第7、18砲兵大隊)
  - 第7山岳兵師団(第1、14山岳兵旅団、第1、6砲兵大隊)
  - 第8師団(第1、11ウスタシャ旅団、第18歩兵旅団、第1砲兵大隊)
  - 第9山岳兵師団(第2山岳兵旅団、第9ウスタシャ旅団、第3砲兵大隊)
- 第4軍団
  - 第4師団(第7狙撃兵旅団、第8、19ウスタシャ旅団、第14歩兵旅団、第12砲兵大隊)
  - 第6師団(第10ウスタシャ旅団、第15歩兵旅団、第2砲兵大隊)
  - 第15師団(第16ウスタシャ旅団、第16歩兵旅団)
- 第5軍団
  - 第10師団(第10狙撃兵旅団、第7ウスタシャ旅団、第8砲兵大隊)
  - 第11師団(第4、18ウスタシャ旅団、第13歩兵旅団、第？砲兵大隊)
  - 第13師団(第3、17ウスタシャ旅団、第12歩兵旅団、第？砲兵大隊→45年4月編成、第 28、29歩兵連隊、第5軍団偵察大隊、第1砲兵大隊、ウスタシャ工兵大隊、ウスタシャ補充大隊)
  - 第16ウスタシャ鉄道補充師団(ウスタシャ補充旅団、ウスタシャ工兵補充大隊、ウスタシャ士官学校中隊)
  - 第1ウスタシャ防衛旅団(4個歩兵大隊、親衛大隊、機動大隊、砲兵大隊、警備大隊 、3個訓練大隊、1個人民連隊)
  - 人民軍団(Baranja連隊、Vuka連隊、Posavje連隊)

## 海軍兵力

クロアチア独立国海軍の軍艦旗

1941年4月、クロアチア独立国海軍の初代司令官にジュロー・ヤクチンが任命された（1943年4月以降の司令官はエドガル・アンゲリ）。しかしながら、イタリアがクロアチア海軍艦艇に制限を課したため、海軍は少数の小型艦艇しか保有せず、事実上存在しないに等しかった。その後イタリアが降伏（1943年9月）すると、ドイツは拿捕したイタリア海軍艦艇をクロアチアに譲渡し、クロアチア海軍は初めて名実を伴った。その外、以前にイタリアが課していた50tという軍艦の排水量制限も解除された。
クロアチア海軍には20隻の艦艇があり、敷設艦キービッツ（旧イタリア海軍 Ramb III、Italian ship Ramb III）、水雷艇 TA48（旧オーストリア＝ハンガリー帝国海軍78T／1913年竣工→旧ユーゴスラビア海軍T3：1945年2月20日英空軍機により、トリエステで撃沈）、武装商船G102、G104、KM級魚雷艇8隻（うち1艇はパルチザンに投降）。また、水雷艇T7（旧オーストリア＝ハンガリー帝国海軍96F／1916年竣工→旧ユーゴスラビア海軍T7：1944年6月25日Muter島付近で、英海軍の高速魚雷艇659/662/670により破壊）、機雷補給艇Mosor（1920竣工→イタリア海軍 Pasman：1944年12月31日Istu島付近で座礁、1954年解体）があった。
河川艦隊は2隻の河川用モニター艦であるボスナ（旧オーストリア＝ハンガリー帝国海軍ケレシュ（Körös）→旧ユーゴスラビア海軍モラヴァ： 1941年4月11日自沈→クロアチアによって浮揚→1944年6月触雷により沈没）、サヴァ（旧オーストリア＝ハンガリー帝国海軍ボドログ→旧ユーゴスラビア海軍サヴァ：1941年4月12日自沈→クロアチアによって浮揚→1944年9月9日再自沈）が主力であり、他に6隻のモーターボート（このうち少なくとも3隻はパルチザンに投降）があった。
他に、10隻の雑役船があった模様である。

## 空軍兵力

クロアチア独立国空軍の国籍マーク

1941年4月19日、クロアチア空軍（Zrakoplovstvo NDH）が創設され、ヴラディミル・クレンがその司令官に任命された（1943年9月14日〜1944年6月4日まではA.ラグレイ大佐が司令官）。同年、第1〜第3航空群が編成され、6月、戦利品である60機のユーゴスラビア機が譲渡された。1941年末までに空軍には4個群（12個飛行隊、95機）、1942年末までには160機が存在した。クロアチア空軍は、独ソ戦に参加し、対パルチザン戦を支援した。その後1943年9月1日までにクロアチア空軍は228機を保有した。しかし1943年中に空軍は56機を失い、飛行士達の中には厭戦感情が広まった。更に1944年夏には空軍から脱走が相次ぎ、壊滅状態となってしまった。